# Свято-Троицкий храм (Бурназель)
 Свято-Троицкий храм — православный храм в квартале Бурназель города Касабланка , ныне не действующий. Располагался в одном из бараков в лагере для русских из числа перемещённых лиц, направленных во Французское Марокко, состоял в юрисдикции Русской православной церкви заграницей. 

## История
В 1946 - 1950 годы в Марокко активно прибывали русские эмигранты, часть из них были представители первой волны, прежде осевшие в европейских странах и вынужденные бежать оттуда в результате освобождения этих стран Красной армией в результате Второй мировой войны, другая часть - представители второй волны, бывшие советские граждане из военнопленных и насильственно перемещенных лиц. Компактным местом их проживания стал поселок Бурназель (Bournazel), в пригороде Касабланки, ныне один из районов города. 

Бараки для французских солдат во время 2-й мировой войны. Сейчас же они были все пустые, разбитые, без самых элементарных удобств…Слава Богу, что часть семейных получили два относительно сносных жилых бараков, конечно без воды и электричества, но с крышей над головой. Мы же холостяки устроились в поле под открытым небом— Балкунов К.В. Воспоминания
.
В связи с тем, что, действовавшая в центре города  Успенская русская православная церковь, располагалась на значительном расстоянии, куда было неудобно добираться большинству вновь прибывших, в их среде возникло желание устроить место для проведения богослужений в Бурназеле. Для это был оборудован один из бараков. Храм посвятили  Живоначальной Троице. Настоятелем его стал протоиерей Митрофан (Зноско-Боровский). Староста - адмирал А. Русин, помощник старосты И.Н. Ростовцев, регент хора - Е.И. Евец. Оформляли храм художники М.М. Косенко и М.М. Колтовский. 
В 1950 году, среди жителей Бурназеля было 780 человек русских, около 100 из них приняли участие в собрании на котором, поднимался вопрос о строительстве настоящего стационарного храма и даже целого подворья, включая дом престарелых, земля в размере 1 000 кв.м была уже куплена. Начиная с 1954 года старые бараки сносились, а русские занимали более просторные и благоустроенные бараки, освободившиеся после французской армии. Пока решался вопрос о строительстве храма и подворья, под церковь был предоставлен уже новый, более просторный барак. Паралелльно баракам строились новые 6-этажные комфортабельные дома, куда и переселяли русских. 
После провозглашения независимости Марокко в 1956 году начался массовый отъезд русских из страны, таким образом богослужения в Бурназеле прекратились с отъездом настоятеля в 1959 году.
Лампада из церкви со списками поминаемых кадет была передана в кадетскую церковь Знамения Божией Матери в Париже.